# Annegret Richter
Annegret Richter, de soltera Annegret Irrgang - (13 de octubre de 1950 en Dortmund, Renania del Norte-Westfalia, Alemania Occidental), es una atleta alemana ya retirada que estaba especializada en pruebas de velocidad. Fue campeona olímpica de los 100 metros lisos en Montreal 1976.
En 1971, todavía con su apellido de soltera, ganó el oro con el equipo de su país en los relevos 4 x 100 metros de los Campeonatos de Europa de Helsinki.
Al año siguiente participó en los Juegos Olímpicos de Múnich 1972 celebrados en su país, donde fue quinta en la final de los 100 metros y ganó el oro de los relevos 4 x 100 metros con un nuevo récord mundial de 42,81. El equipo de Alemania Occidental lo formaban por este orden Christiane Krause, Ingrid Mickler, Annegret Richter y Heide Rosendahl.
En 1973 se proclamó en Róterdam campeona europea de los 60 metros lisos en pista cubierta.
Tras pasar varias temporadas relativamente discretas, dio la gran sorpresa en los Juegos Olímpicos de Montreal 1976, proclamándose campeona olímpica de los 100 metros con un nuevo récord mundial de 11,01 y venciendo a las grandes favoritas Renate Stecher (campeona en Múnich '72) e Ingeborg Helten (vigente plusmarquista mundial) 
Tres días después ganó la medalla de plata en la final de los 200 metros, donde venció la alemana oriental Bärbel Eckert, y sumó otra medalla de plata en los relevos 4 x 100 metros, donde esta vez, a diferencia de Múnich '72, las alemanas occidentales fueron batidas por las orientales.
Tras los Juegos no volvería a lograr grandes resultados. Su última competición importante fue la Copa del Mundo de Montreal en 1979. No pudo participar en los Juegos Olímpicos de Moscú 1980 debido al boicot de su país a esta cita. Se retiró ese mismo año, tras una carrera deportiva brillante aunque irregular y lastrada en parte por las lesiones.

## Palmarés
- Juegos Olímpicos de Múnich 1972 - 5ª en 100 m (11,38), 1ª en 4 × 100 m (42,81)
- Campeonato de Europa de Roma 1974 - 5ª en 100 m (11,36), 2ª en 4 × 100 m (42,75)
- Juegos Olímpicos de Montreal 1976 - 1ª en 100 m 11.08, 2ª en 200 m (22,39), 2ª en 4 × 100 m (42,59)
- Copa del Mundo de Düsseldorf 1977 - 1ª en 4 × 100 m (42,51)
- Copa del Mundo de Montreal 1979 - 3ª en 100 m (11,36), 4ª en 200 m (22,78) 1ª en 4 × 100 m (42,19)

## Marcas personales
- 100 metros - 11,01 (Montreal, 1976)
- 200 metros - 22,39 (Montreal, 1976)

| Predecesora: Renate Stecher | Campeona Olímpica de 100 metros Montreal 1976 | Sucesora: Lyudmila Kondratyeva |

- Datos: Q57884

x